# Федерико Гарсия Лорка
Федерѝко Гарсѝя Ло̀рка (на испански: Federico García Lorca) е испански поет и драматург. Емблематична фигура на Поколението от 27-а, той е убит от националистите в началото на Испанската гражданска война.

## Биография и творчество
Роден в заможно селско семейство във Фуенте Вакерос, Андалусия, Гарсия Лорка е будно дете, макар че не се представя добре в училище. През 1909 семейството се премества в Гранада, където с времето той се включва в местните артистични кръгове. Първата му стихосбирка „Impresiones y paisajes“ е публикувана през 1918 и е приета добре на местно ниво, но няма особен търговски успех.
През 1919 Федерико Гарсия Лорка отива да учи в Мадрид, където се сприятелява със състудентите си Луис Бунюел и Салвадор Дали, както и с много други, които по-късно оказват влияние върху културния живот на Испания. Там се среща и с Грегорио Мартинес Сиера, директор на театъра Театро Еслава, по чиято покана пише и поставя през 1919 – 1920 първата си пиеса „El maleficio de la mariposa“. Драма в стихове, описваща невъзможната любов между хлебарка и пеперуда, с други насекоми в поддържащите роли, тя е свалена от сцената само след четири представления. По-късно Гарсия Лорка твърди, че първата му пиеса е поставената седем години по-късно „Mariana Pineda“.
През следващите няколко години Гарсия Лорка се включва активно в живота на испанския авангард. Той публикува още три стихосбирки, сред които „Romancero Gitano“ (1928), най-известната му книга с поезия, както и пиесата „Mariana Pineda“ поставена с голям успех в Барселона през 1927.
Въпреки това в края на 20-те години Федерико Гарсия Лорка изпада в засилваща се депресия, свързана с неговата хомосексуалност и опитите да я прикрива от своите приятели и роднини. Нарастващото отчуждение с най-близките му приятели достига своята кулминация, когато Дали и Бунюел правят филма „Андалуското куче“ (1929), който той интерпретира, може би погрешно, като злобна нападка срещу себе си. В същото време той е измъчван от несподелена любов към скулптора Емилио Аларден, който по това време се свързва с бъдещата си съпруга.
Опитвайки се да разсее депресията му, семейството на Гарсия Лорка го изпраща на продължително пътуване в Съединените щати, където той остава през 1929 – 1930. По това време пише експерименталната стихосбирка „Poeta en Nueva York“ и пиесите „Así que pasen cinco años“ и „El público“.
Завръщането на Федерико Гарсия Лорка в Испания през 1930 съвпада с падането на диктатурата на Мигел Примо де Ривера и възстановяването на Испанската република. През 1931 той е назначен за директор на финансираната от правителството студентска театрална трупа La Barraca, създадена с цел да пътува из страната и да запознава предимно селската публика с класическия испански театър. Пътувайки с La Barraca Гарсия Лорка пише най-известните си пиеси, селската трилогия „Bodas de sangre“, „Yerma“ и „La casa de Bernarda Alba“.
Със започването на Гражданската война през 1936, Федерико Гарсия Лорка заминава от Мадрид за Гранада. Той осъзнава, че това означава почти сигурна смърт, тъй като градът е известен с най-консервативната олигархия в цяла Андалусия. Гарсия Лорка и зет му, кметът социалист на Гранада, скоро са арестувани. Те са разстреляни на 19 август 1936 от фалангистката милиция и са погребани в необозначен гроб някъде в близост до Гранада.
Режимът на Франсиско Франко поставя произведенията на Гарсия Лорка под забрана, която е смекчена едва през 1953, когато са издадени силно цензурирани „Събрани съчинения“. Едва след смъртта на Франко през 1975 става възможно животът и смъртта на Гарсия Лорка да бъдат публично обсъждани в Испания.

### Поезия
- „Impresiones y paisajes“ (1918)
- „Libro de poemas“ (1921; „Книга стихове“)
- „Canciones“ (1927)
- „Primer romancero gitano“ (1928; „Циганско романсеро“)
- „Poema del cante jondo“ (1931)
- „Sonetos del amor oscuro“ (1935)
- „Primeras canciones“ (1936)
- „Poeta en Nueva York“ (1940)

### Пиеси
- „El maleficio de la mariposa“ (1920)
- „Mariana Pineda“ (1927; „Мариана Пинеда“)
- „El paseo de Buster Keaton“ (1928)
- „La doncella, el marinero y el estudiante“ (1928)
- „Quimera“ (1928)
- „La zapatera prodigiosa“ (1930)
- „Amor de Don Perlimpín con Belisa en su jardín“ (1933)
- „Bodas de sangre“ (1933; „Кървава сватба“)
- „Yerma“ (1934; „Йерма“)
- „Doña Rosita la soltera“ (1935; „Доня Росита, или Езикът на цветята“)
- „Retablillo de Don Cristóbal“ (1935)
- „Los títeres de Cachiporra“ (1937)
- „Así que pasen cinco años“ (1945)
- „La casa de Bernarda Alba“ (1945; „Домът на Бернарда Алба“)
- „El público“ (1972)
- „Comedia sin título“ (1986)

### Сценарии
- „Viaje a la luna“ (1929)

## Други
- Днес паметта на Гарсия Лорка е отбелязана с централно разположена статуя на мадридския площад Санта Ана.
- През 1986 песента на Леонард Коен „Take This Waltz“, чийто текст е английски превод на стихотворението на Гарсия Лорка „Pequeño vals vienés“, достига първо място в испанската сингъл класация.